# Lucin (powiat zwoleński)
Lucin – wieś w Polsce położona w województwie mazowieckim, w powiecie zwoleńskim, w gminie Tczów. Ma status sołectwa.
| SIMC    | Nazwa | Rodzaj    |
| ------- | ----- | --------- |
| 0639819 | Góry  | część wsi |

W latach 1975–1998 miejscowość należała administracyjnie do województwa radomskiego.
Wierni Kościoła rzymskokatolickiego należą do parafii św. Jana Chrzciciela w Tczowie.